# Soldatergrav
Soldatergrav (også kaldet krigsgrav) er et gravsted for en eller flere faldne soldater. Soldatergrave findes på soldaterkirkegårde eller de kan findes rundt i landskabet.  
En soldaterkirkegård kan være placeret i forbindelse med en civil kirkegård, eller være en kirkegård decideret anlagt som soldaterkirkegård. 
Krigsgrave kan kan foruden en soldats død i kamp, også være soldater og civile der er der dræbt under flugt, bombning, i fangelejre eller lignende. 
Soldatergrave og soldaterkirkegårde fungerer ofte som et mindested eller mindelund, og der kan være placeret mindestene og monumenter til minde for de faldne soldater, og nogle gange også civile ofre for en konflikt. 
Mange soldatergrave plejes af offentlige myndigheder, foreninger eller private, som sørger for at de fremstår som værdige mindesteder.

## Krigsgrave og mindestene i Danmark og Sydslesvig
Efter Preussernes erobring af Dybbøl Banke den 18. april 1864 blev der i 1865 etableret en gravlund for tyske og danske faldne.  Efter Genforeningen i 1920 gik en lokalkomité i gang med at opsætte mindesten over de faldne danske soldater og i løbet af de næste par årtier blev der på Dybbøl Banke opsat 110 mindesmærker.
Der findes særlig i Sønderjylland på tværs af grænsen mange soldatergrave i landskabet fra Treårskrigen og 2. Slesvigske Krig, hvor de faldne preussiske og danske soldater ofte af lokalbefolkningen efterhånden som de blev fundet på markerne, blev begravet i nærheden eller på stedet hvor de faldt. I nutiden kan nogen gravstederne besøges i bl.a. i følgende områder og landsbyer i Nordslesvig: Kær halvø, Dybbøl, Bøffelkobbel, Nybøl, Avnbøl, Vester Sottrup, Øster Sottrup og Sottrupskov. I Sydslesvig findes gravstederne bl.a. i Flensborg (bl.a. Flensborg Gamle Kirkegård), Lyksborg, Sankelmark, Oversø, Slesvig by (bl.a.Slesvig-Frederiksberg), Haddeby, Egernførde (Møllebjerg), Husum, Tønning og Frederiksstad .
Et monument i Mindeparken i Århus ved Marselisborg Slot i Århus viser navnene på i alt 4120 danske faldne i 1. Verdenskrig. Men det menes at ca. 5200 danske fra det nuværende Sønderjylland mistede livet som konsekvens af krigen, og langt de fleste, omkring 70 %, faldt på Vestfronten. De fleste sønderjyder er begravet på slagmarkerne, men i de fleste sønderjyske sogne er der mindesmærker over dem. I Braine i nærheden af Soissons i det nordlige Frankrig er der en kirkegård for 79 sønderjyder, der faldt i 1. Verdenskrig.
Fra 1944 til 1945 kom der til Danmark en massiv tilstrømning af tyske soldater og civile flygtninge, der var blevet fordrevet af sovjetiske tropper. Mange af dem var så svækkede, at de ikke overlevede i særlig lang tid efter ankomsten.
Gravene fra omkring 15.000 tyske flygtninge og 10.250 tyske soldater, som døde i Danmark under og kort efter 2. Verdenskrig, fordelte sig oprindeligt på 475 kirkegårde. Efter den tysk – danske krigsgravaftale af 3. oktober 1962 blev de omkomne af Volksbund Deutsche Kriegsgräberfürsorge flyttet over på 34 fællesgravlunde for at sikre deres evige bevarelse. 
Gravene passes af Volksbund i samarbejde med de henholdsvis ansvarlige statslige institutioner.
For eksempel er der på Vestre kirkegård i København begravet 4.643 soldater og 5.344 flygtninge, i Ålborg: 254 soldater og 1.096 flygtninge,  i Århus: 296 soldater og 586 flygtninge, i Esbjerg: 1.154 soldater og 148 Flygtninge, i Frederikshavn: 1.224 soldater og 232 flygtninge og i Gedhus: 148 soldater og 1.185 flygtninge.

## Billeder
- Militair-Gravsted for den tidligere Garnison i Altona
- Den tyske afdeling på krigskirkegården i Esbjerg
- Soldatergrav fra 1864 i Sottrupskov
- Den amerikanske soldaterkirkegård i Margraten, Holland
- Soldatergrav for en ukendt britisk soldat som faldt under Slaget ved Arnhem i september1944
- Dansk soldatergrav fra Slaget ved Slesvig 1848 på Frederiksberg gamle kirkegård, Slesvig by
- Dansk soldatergrav fra Slaget i Egernførde Fjord 1849 på Møllebjerg kirkegård, Egernførde
- Kirkegård med faldne i 1. verdenskrig, beliggende i dolomitterne i Norditalien
- Danske soldatergrave i Braine, nordlige Frankrig, med dansksindede sønderjyder i 1. verdenskrig